# Pilsbryspira garciacubasi
Pilsbryspira garciacubasi é uma espécie de gastrópode do gênero Pilsbryspira, pertencente a família Pseudomelatomidae.